# Ямаева, Ксения Михайловна
Ксения Михайловна Ямаева (ранее — Волкова, род. 1 апреля 1993, г. Новочеркасск, Ростовская область , Россия) — российская гребчиха, чемпионка Европы 2015 года.

## Биография
Участница трёх чемпионатов мира в составе женской восьмёрки: 2013 – 8-е место, 2014 и 2015 – 5-е место.
Участница пяти чемпионатов Европы. Чемпионка Европы 2015 года, бронзовая призёрка (2013 и 2016) в соревнованиях восьмёрок.
В детстве маленькая Ксюша пришла на гребную спортбазу в поселке Донском, где работала ее мама. Девочка наблюдала за тренировками спортсменов, а вскоре и сама села в лодку. Сначала в роли гребца, но вскоре сверстницы выросли, а Ксения так и осталась «маленькой» - с весом 45 кг. Тогда ей предложили позицию рулевой. Новая роль понравилась.
Максимально допустимый вес рулевой – 50 кг. Ксении оставалось набрать пять, но она их так и не набрала, поэтому в лодку ей дают мешочек с песком для добора веса.
В 2008 году Ксения поступила в училище олимпийского резерва, а в 2012 году попала в сборную России. Тогда в донской столице проходили отборочные соревнования на первенство Европы, а у сборной оказалось вакантным место рулевой. Ксения отлично справилась с задачей и уже на следующие международные соревнования поехала в составе сборной России.
В 2013 году в Испании команда стала бронзовым призером чемпионата Европы. В 2015 году Ксения в составе восьмерки уже была чемпионом Европы. После победы в Польше сборная отправилась на чемпионат мира, где получила лицензию на Олимпиаду. После Кубка мира сборная готовилась к Олимпиаде в Бразилии. Но сборную России не допустили на Олимпийские игры из-за допингового скандала.